# Иаков (Воронковский)
Иаков Воронковский (ум. 1774) — игумен Выдубицкого монастыря Русской православной церкви и духовный писатель.

## Биография
О его детстве и мирской жизни сведений практически не сохранилось, да и прочие биографические сведения о нём очень скудны и отрывочны. 
Известно, что будучи иеромонахом Киевософийского кафедрального монастыря, Иаков Воронковский состоял писарем (секретарём) в духовной консистории города Киева. 
12 декабря 1763 года отец Иаков назначен членом Киевской духовной консистории. 1 апреля 1767 года назначен на должность игумена в Киево-Выдубицкий Михайловский монастырь. Приняв руководство обителью, Иаков Воронковский стал и первым историком монастыря; согласно Православной энциклопедии, он «составил полную опись монастырского имущества, завел приходно-расходные книги, создал подробную инструкцию для управляющих монастырскими имениями, собрал в различных учреждениях и б-ках копии утраченных документов (с нач. XVI в.)» После смерти настоятеля его библиотека и архив  передали в обитель; до настоящего времени дошли лишь отдельные книги и рукописи. 18 июня 1771 года отец Иаков подал на имя российской императрицы Екатерины II челобитную о помощи монастырю. 
Он оставил историческое сочинение, имеющее характер летописно-справочной заметки; «Катедральный Киевософийский монастырь и его наместники», которое было напечатано в «Киевских епархиальных ведомостях» за 1864 г., стр. 412—422.
Иаков Воронковский умер 15 (26) марта 1774 года во вверенной ему обители.